# Phyllidia
Phyllidia Cuvier, 1797 è un genere di molluschi nudibranchi della famiglia Phyllidiidae.

## Tassonomia
Il genere comprende le seguenti specie:
- Phyllidia alyta Yonow, 1996
- Phyllidia babai Brunckhorst, 1993
- Phyllidia carlsonhoffi Brunckhorst, 1993
- Phyllidia coelestis Bergh, 1905
- Phyllidia elegans Bergh, 1869
- Phyllidia exquisita Brunckhorst, 1993
- Phyllidia flava Aradas, 1847
- Phyllidia goslineri Brunckhorst, 1993
- Phyllidia guamensis (Brunckhorst, 1993)
- Phyllidia haegeli (Fahrner & Beck, 2000)
- Phyllidia koehleri Perrone, 2000
- Phyllidia larryi (Brunckhorst, 1993)
- Phyllidia madangensis Brunckhorst, 1993
- Phyllidia marindica (Yonow & Hayward, 1991)
- Phyllidia multifaria Yonow, 1986
- Phyllidia multituberculata C. R. Boettger, 1918
- Phyllidia ocellata Cuvier, 1804
- Phyllidia orstomi Valdés, 2001
- Phyllidia picta Pruvot-Fol, 1957
- Phyllidia polkadotsa Brunckhorst, 1993
- Phyllidia rueppelii (Bergh, 1869)
- Phyllidia schupporum Fahrner & Schrödl, 2000
- Phyllidia scottjohnsoni Brunckhorst, 1993
- Phyllidia tula Er. Marcus & Ev. Marcus, 1970
- Phyllidia undula Yonow, 1986
- Phyllidia varicosa Lamarck, 1801
- Phyllidia willani Brunckhorst, 1993
- Phyllidia zebrina Baba, 1976

### Alcune specie

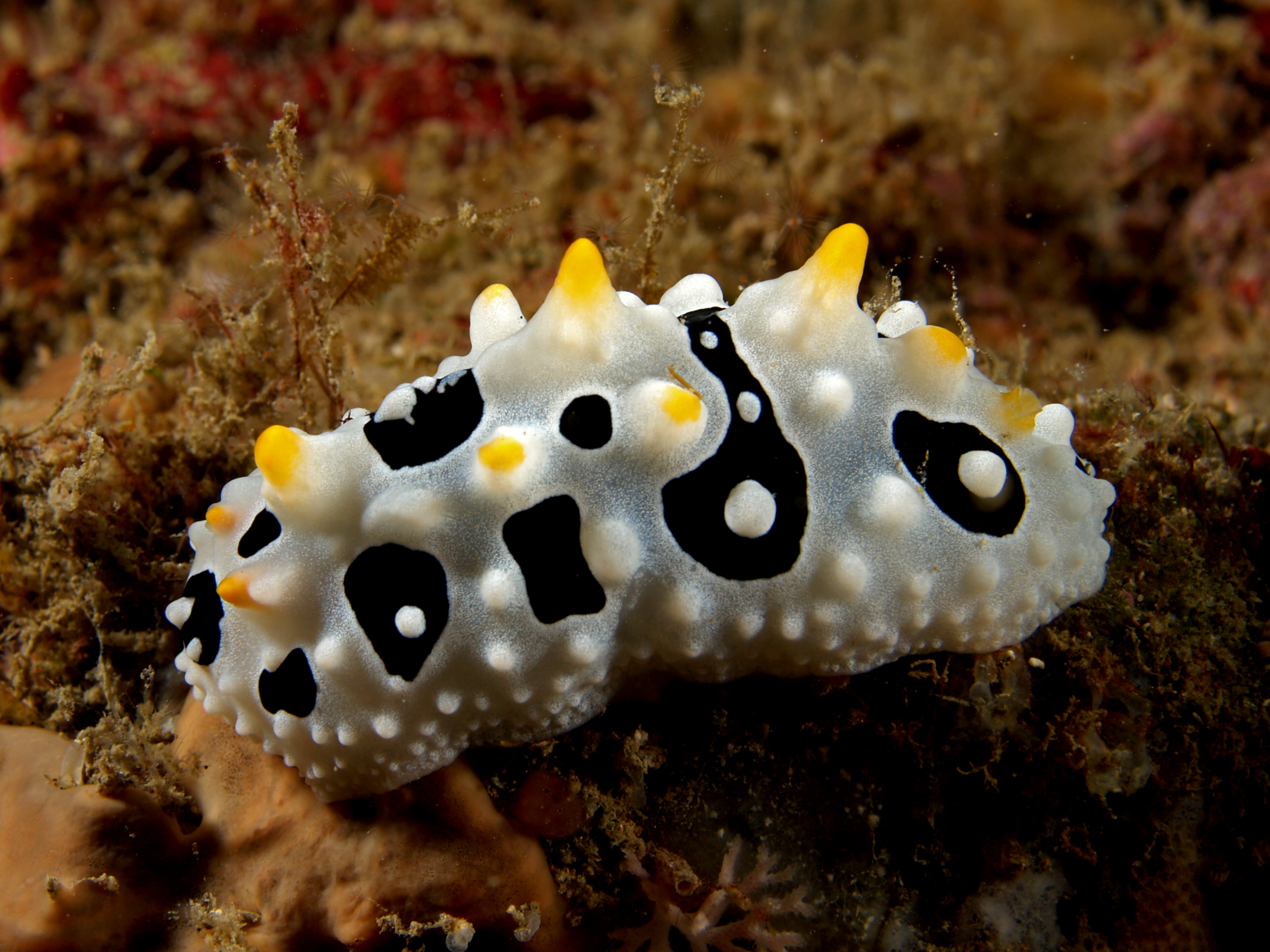
Phyllidia babai
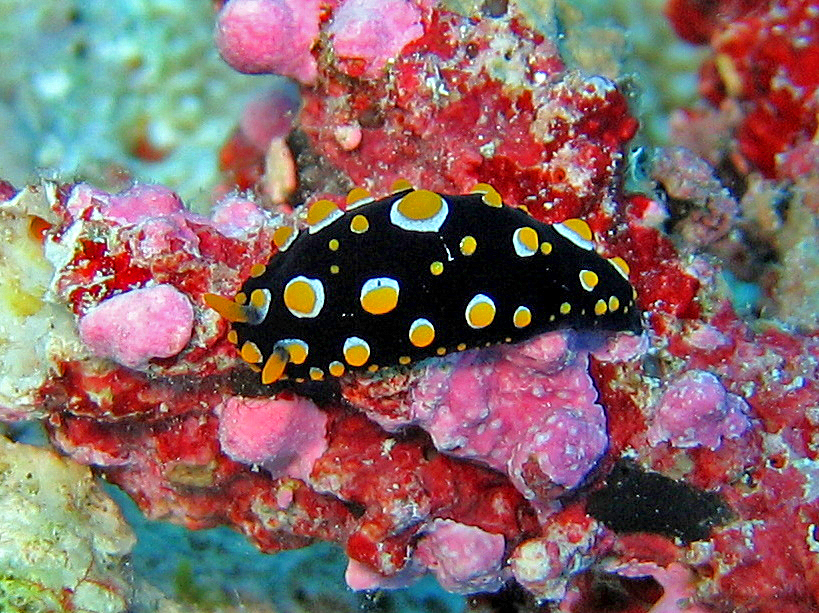
Phyllidia carlsonhoffi
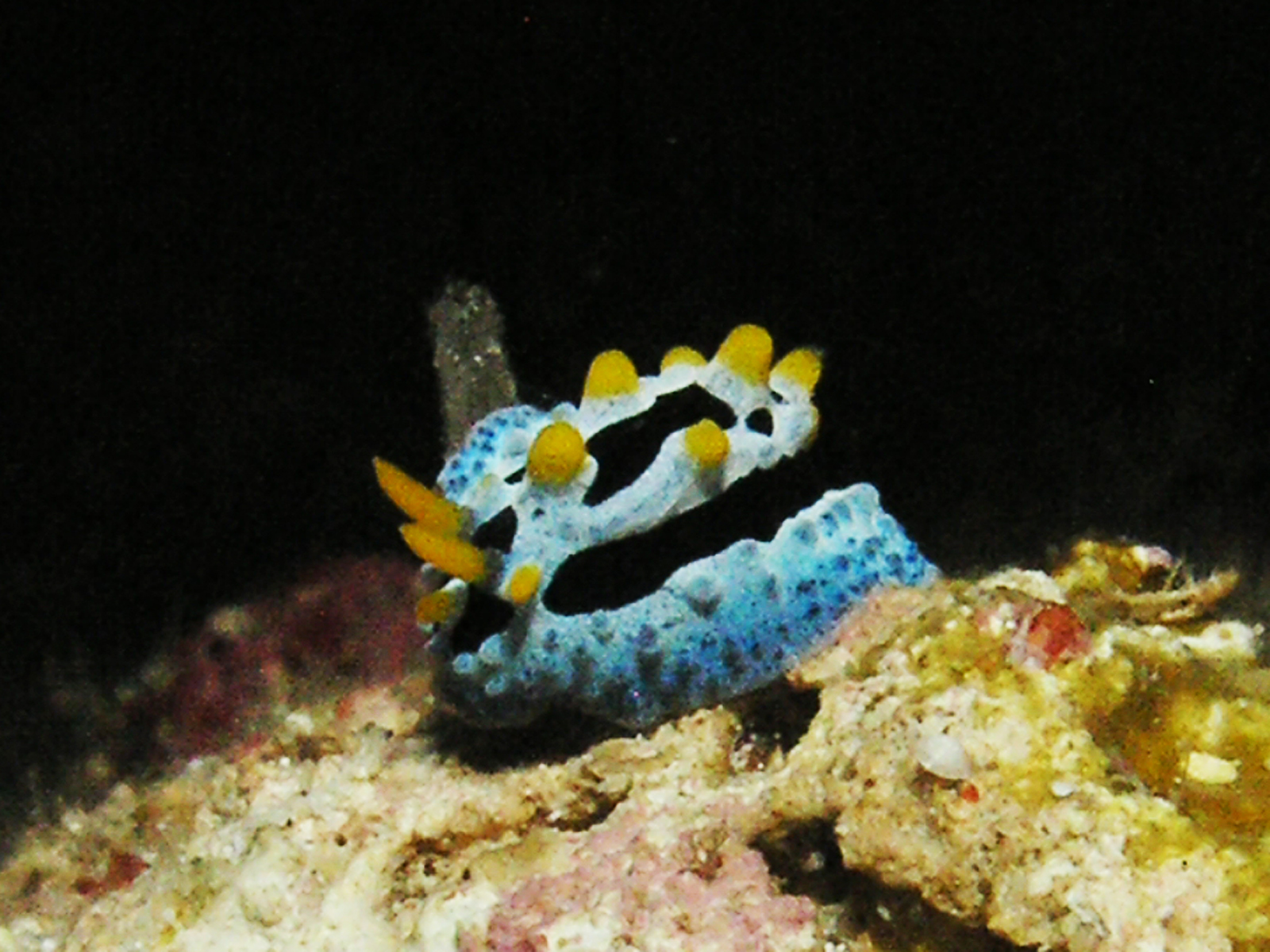
Phyllidia coelestis
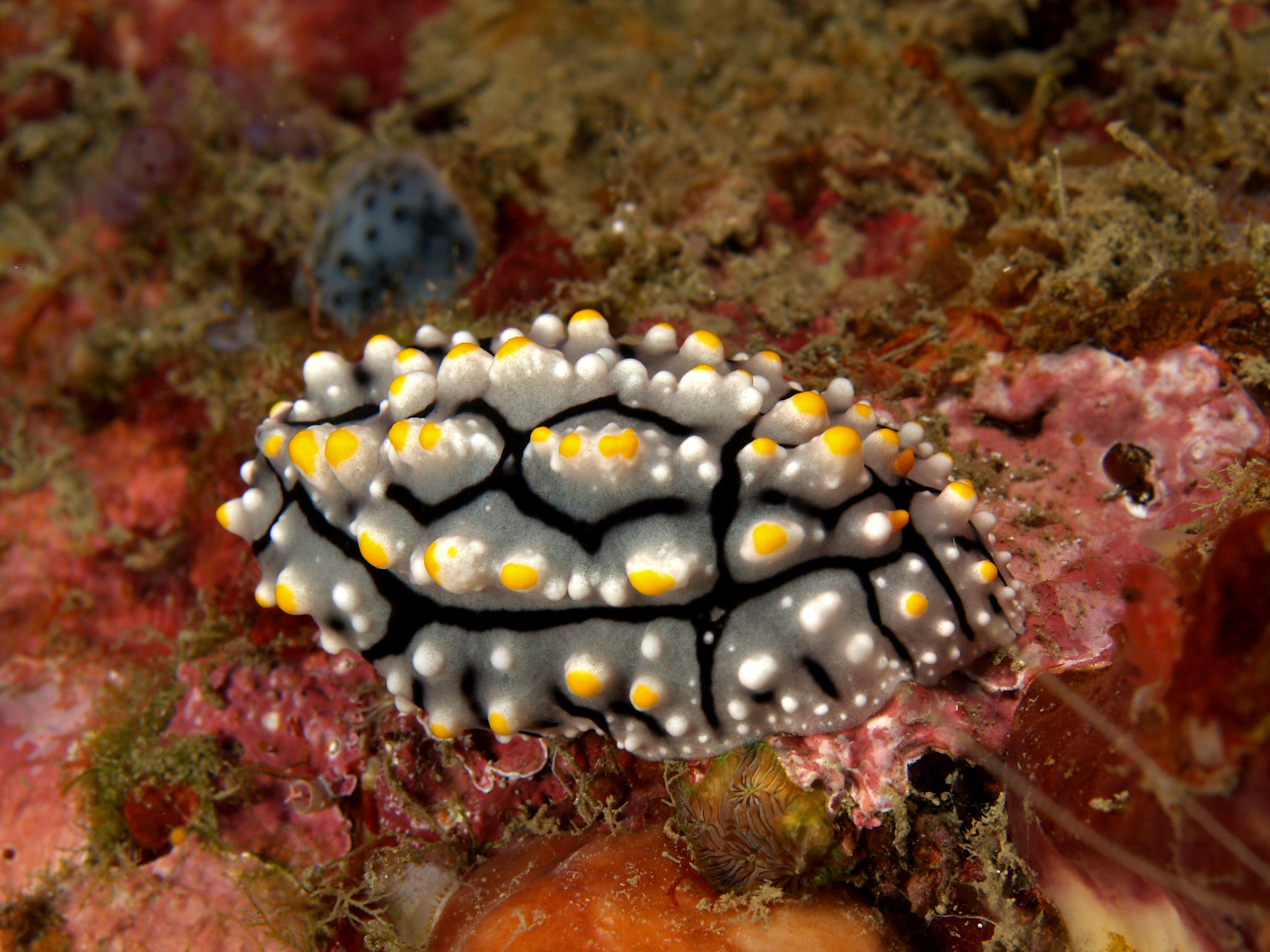
Phyllidia elegans
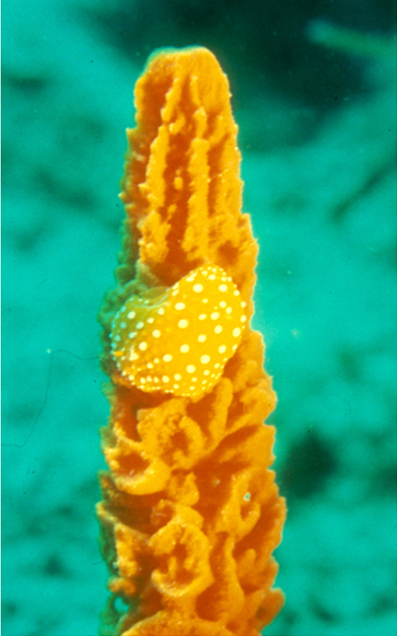
Phyllidia flava
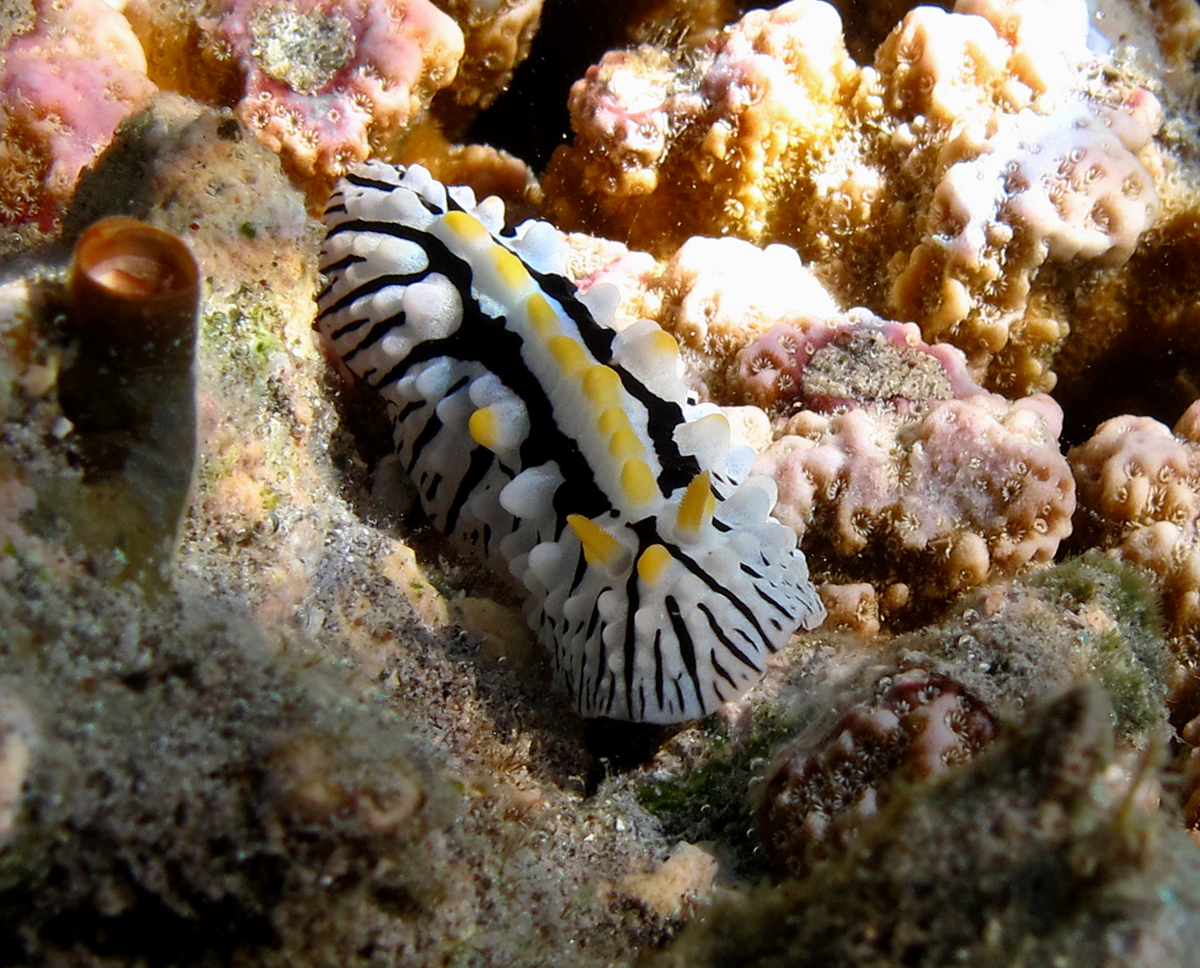
Phyllidia marindica
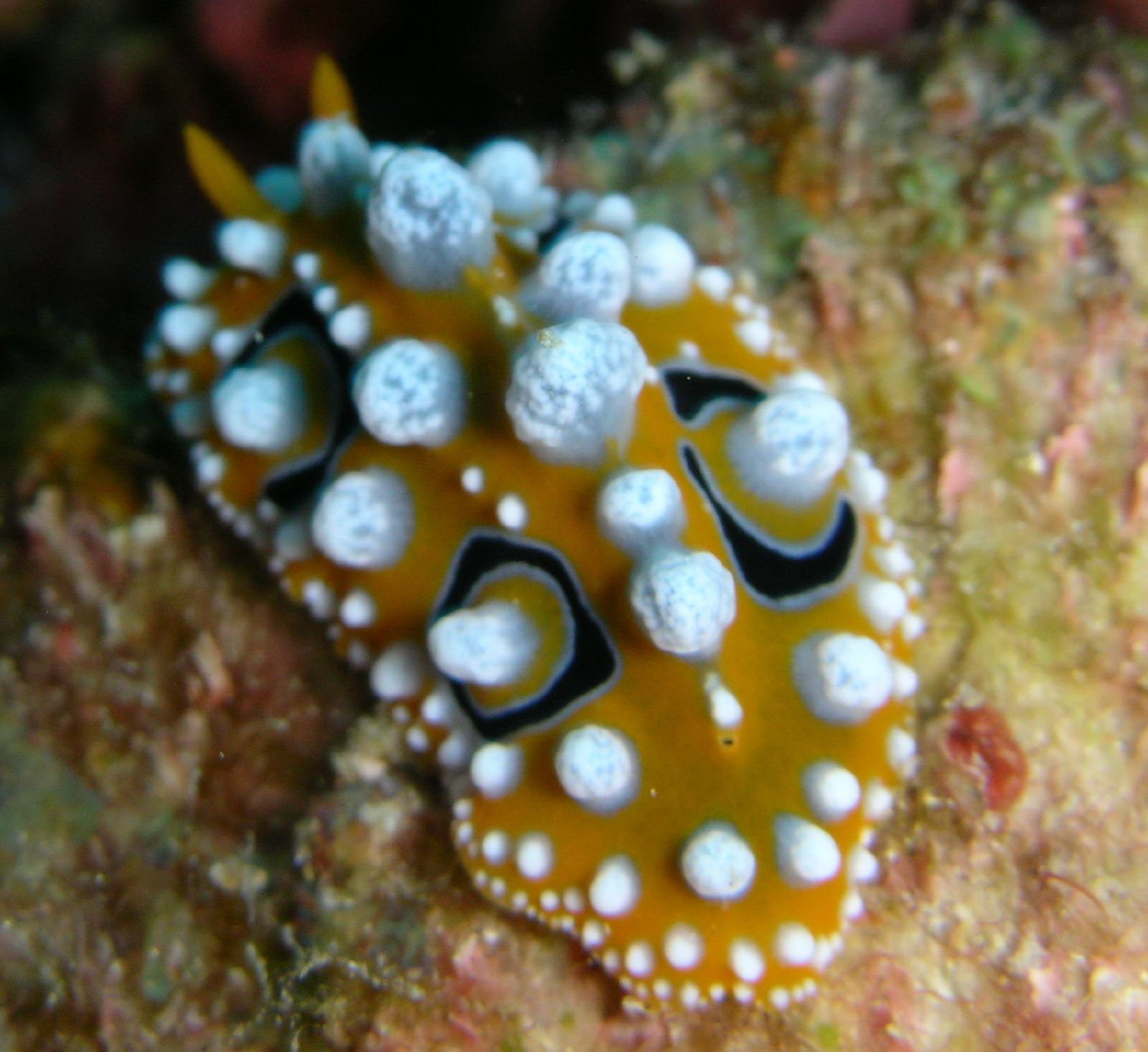
Phyllidia ocellata
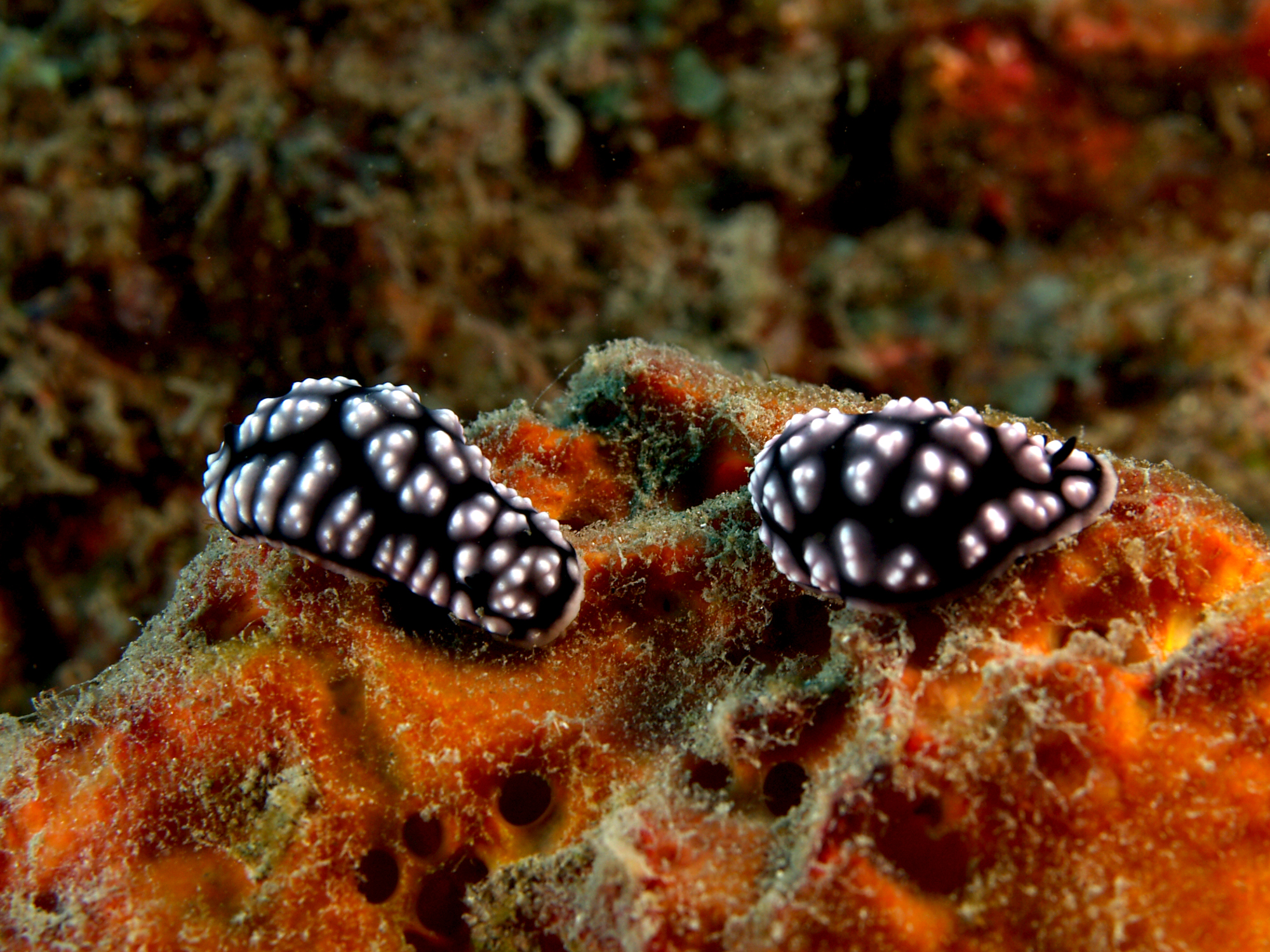
Phyllidia pustulosa
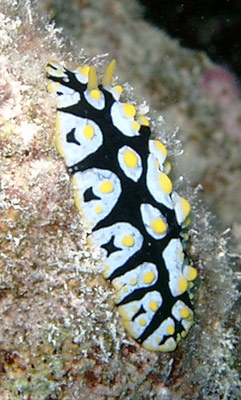
Phyllidia rueppelii
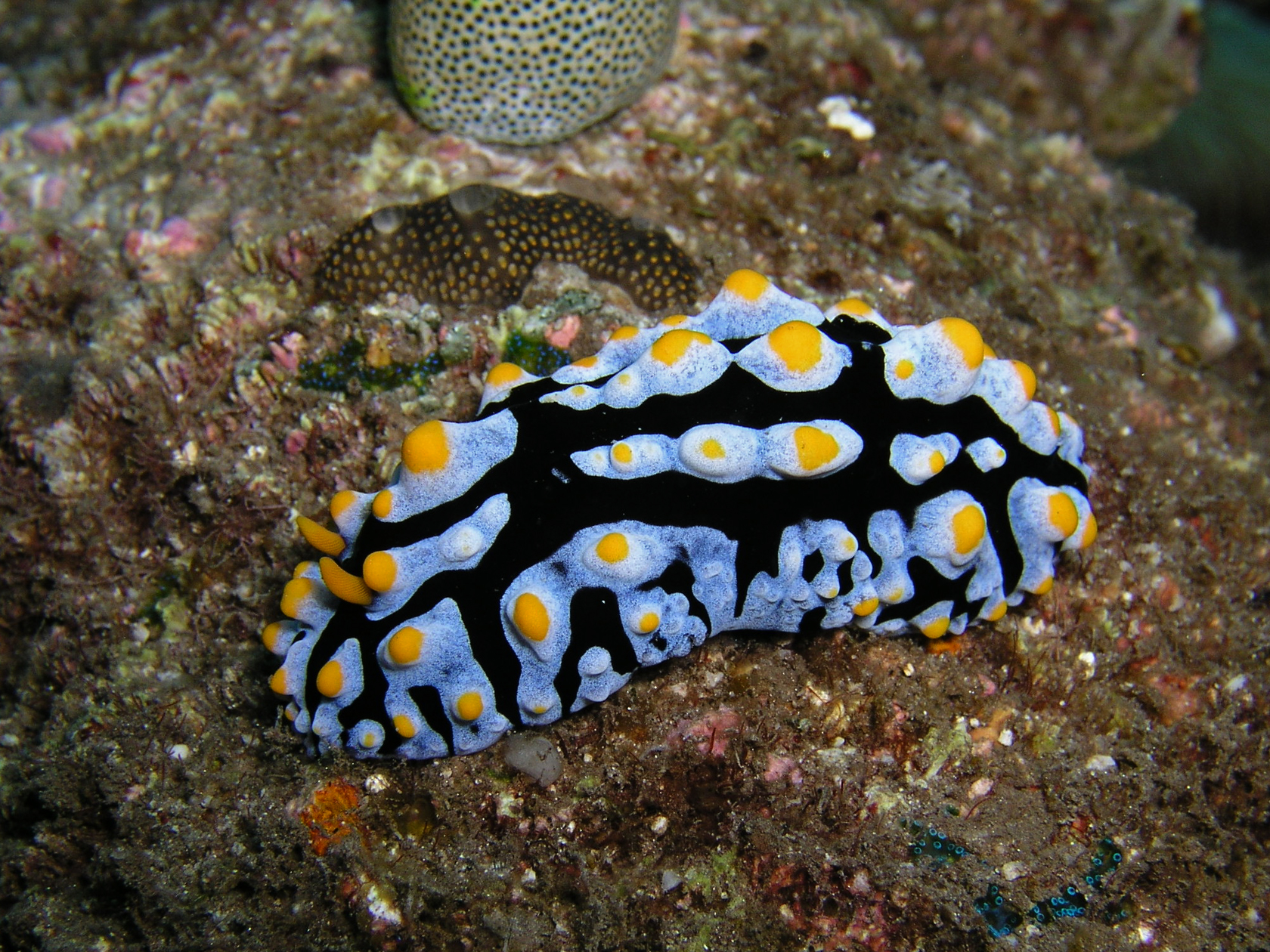
Phyllidia varicosa